# 환담
환담(桓譚)은 중국 후한 초기의 사상가이다. 자는 군산(君山), 패국상(沛國相)의 사람이다.